# Glastaria
Glastaria là chi thực vật có hoa trong họ Cải.